# إيلي تيودور
إيلي تيودور (مواليد 11 يوليو 1924) هو مبارز بالسيف روماني، مثّل بلاده في الألعاب الأولمبية الصيفية 1952.

## روابط رياضية
إيلي تيودور على موقع أوليمبيديا (الإنجليزية)